# Zoncolan
El Zoncolan és una muntanya dels Alps italians que es troba a la regió de Friül - Venècia Júlia. Amb una altitud de 1.750 metres sobre del nivell del mar és considerada una de les ascensions més difícils de les que es realitza en les curses ciclistes. Ha estat utilitzat com a final d'etapa del Giro d'Itàlia en diverses ocasions.

## Detalls de l'ascensió
La muntanya es pot pujar per tres carreteres, procedents d'Ovaro, Sutrio i Priola.
- Vessant oest, des d'Ovaro: es tracta d'una pujada molt exigent, una de les més difícils d'Europa, comparable a l'Angliru. Va ser pujada per primera vegada al Giro d'Itàlia de 2007. L'ascensió comença a Ovaro, a la vall del Gorto, i té 10,1 quilòmetres de llargada en què se superen 1.210 metres, amb un desnivell mitjà de l'11,9% i trams que arriben al 22%. La veritable ascensió comença a Liariis, a manca de 8,5 pel cim. Poc després de superar aquest poble la carretera desapareix dins el bosc i guanya 900 metres en tan sols 6 quilòmetres. Després d'aquest tram la carretera passa per tres curts túnels abans de començar una sèrie de ziga-zagues fins al cim.[1][2]

Perfil del Monte Zoncolan des d'Ovaro.

Perfil del Monte Zoncolan des de Sutrio.

- Vessant est, des de Sutrio: aquesta ascensió és menys exigent que des d'Ovaro, però amb tot té una gran dificultat. Es va pujar per primera vegada el 1997 al Giro femení i posteriorment al Giro d'Itàlia de 2003. La pujada real comença a Sutrio i té 13,5 quilòmetres de llargada en què se superen 1.210 metres, amb un desnivell mitjà del 9% i trams que arriben al 23%. Els primers 8,7 quilòmetres tenen un pendent mitjà del 8,7%, als quals segueix un fals pla. El tram més exigent són els darrers 3,5 quilòmetres amb una mitjana del 13% i rampes de fins al 22% en començar el darrer quilòmetre.[3][4][1]
- Vessant est, des de Priola: Aquesta era la ruta original, la qual fou substituïda per una carretera nova que partia des de Sutrio. Les dues rutes s'uneixen a manca de 4 quilòmetres pel cim. Aquesta ruta fou no fou asfaltada fins al 2006. En tan sols 8,9 quilòmetres se superen 1.140 metres de desnivell, a un pendent mitjà del 12,8% i trams que arriben fins al 23%, cosa que la converteix en la ruta d'ascensió més difícil de les tres.[1][5]

## El Monte Zoncolan al Giro d'Itàlia

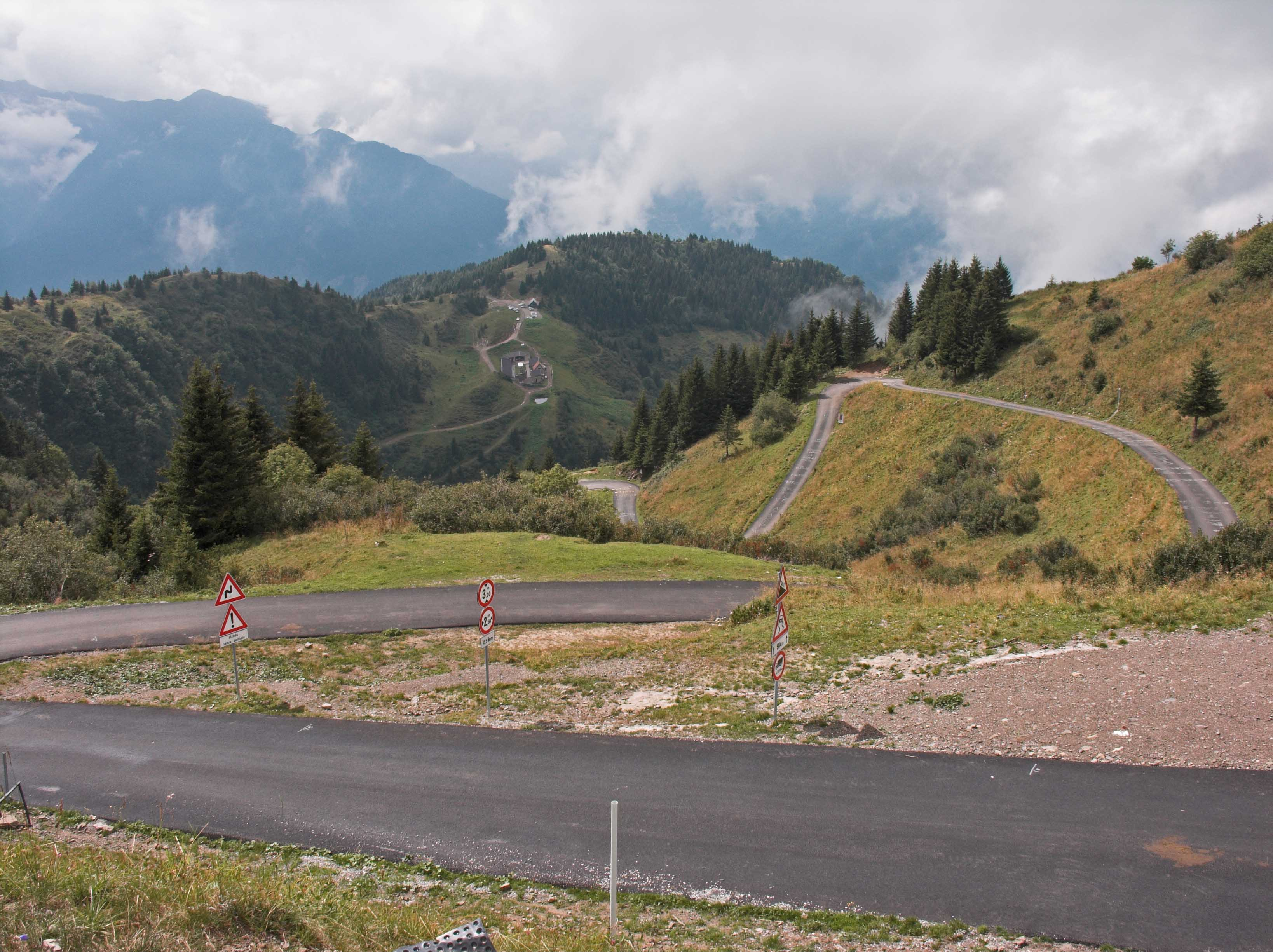
El Zoncolan prop del cim

El Zoncolan ha estat present al Giro d'Itàlia en quatre ocasions fins al moment. La primera vegada, des de Sutrio, va ser en la 12a etapa del Giro d'Itàlia de 2003, que fou guanyada per Gilberto Simoni. En aquesta etapa va ser la darrera vegada en què Marco Pantani va ser vist lluitant per una victòria d'etapa al Giro d'Itàlia. Anteriorment s'havia pujat en la 10a etapa del Giro femení de 1997 i Fabiana Luperini n'havia estat la vencedora, tot i que l'arribada havia estat situada tres quilòmetres més avall del cim.
Posteriorment, ascendint sempre des d'Ovaro, el Zoncolan ha estat present en la 17 etapa del Giro d'Itàlia de 2007, guanyada pel mateix Simoni; en la 15a etapa del Giro d'Itàlia de 2010 i Ivan Basso com a vencedor; i en la 14a etapa del Giro d'Itàlia de 2011, guanyada per Igor Antón.
| Any  | Etapa | País                  | Vessant |
| ---- | ----- | --------------------- | ------- |
| 2003 | 12    | Gilberto Simoni (ITA) | Sutrio  |
| 2007 | 17    | Gilberto Simoni (ITA) | Ovaro   |
| 2010 | 15    | Ivan Basso (ITA)      | Ovaro   |
| 2011 | 14    | Igor Antón (ESP)      | Ovaro   |